# Dinah ’62
Dinah ’62 — студийный альбом американской певицы Дины Вашингтон, выпущенный в 1962 году на лейбле Roulette Records. Продюсером альбома выступил Генри Гловер.

## Отзывы критиков
| Оценки критиков                   | Оценки критиков |
| Источник                          | Оценка          |
| --------------------------------- | --------------- |
| AllMusic                          | [ 1 ]           |
| The Encyclopedia of Popular Music | ·               |

В рецензии AllMusic Джон Буш написал: «Один из ведущих интерпретаторов вокального джаза весело шагает по набору стандартов, основанных на современных и коммерчески ориентированных аранжировках биг-бэнда Фреда Нормана. Несмотря на несколько традиционных вокальных данных, большинство из них никогда не затмевают песни или выступления Вашингтон, а иногда дополняют их; эта версия „Red Sails in the Sunset“ десятилетней давности выигрывает благодаря своей земной электрогитаре и органу. Певица привносит в эти песни опыт, накопленный за всю жизнь, перенося усыпляющую усталость от „Drinking Again“ Джонни Мерсера, но затем резво катается под лёгкую новинку „Destination Moon“. Вашингтон гораздо охотнее предаётся театральности, чем в начале своей карьеры, но по-прежнему демонстрирует замечательный контроль над своим вокалом, будь то лёгкий или напористый».

## Список композиций
1. «Drinking Again» (Джонни Мерсер, Дорис Таубер) — 3:32
2. «Destination Moon» (Рой Альфред, Марвин Фишер) — 2:35
3. «Miss You» (Чарльз Тобиас, Гарри Тобиас) — 3:39
4. «A Handful of Stars» (Джек Лоуренс, Тед Шапиро) — 3:25
5. «Is You Is or Is You Ain’t My Baby» (Билл Остин, Луи Джордан) — 3:25
6. «You’re Nobody ’Til Somebody Loves You» (Джеймс Кавано, Расс Морган, Ларри Сток) — 2:47
7. «Red Sails in the Sunset» (Джимми Кеннеди, Хью Уильямс) — 2:31
8. «Where Are You» (Гарольд Адамсон, Джимми Макхью) — 2:15
9. «Coquette» (Джонни Грин, Гас Кан, Кармен Лмбардо) — 2:58
10. «Take Your Shoes Off Baby» (Джин Остин) — 2:44

Бонус-треки переиздания
1. «Make Believe Dreams» — 3:03
2. «Something’s Gotta Give» — 2:32
3. «I’ll Never Stop Loving You» — 2:14
4. «Me and My Gin» — 3:32

## Участники записи
- Аранжировка — Фред Норман
- Вокал — Дина Вашингтон
- Продюсер — Генри Гловер

## Чарты
| Чарт (1962)              | Высшая позиция |
| ------------------------ | -------------- |
| США (Billboard Top LP’s) | 33             |